# Cronista de la Villa de Madrid
El Cuerpo de Cronistas Oficiales de la Villa de Madrid está conformado por personas físicas, por designación municipal, siempre a título personal y no por representación, con carácter honorífico, vitalicio y no remunerado. El título lo otorga el pleno del Ayuntamiento de Madrid a personas que se hayan distinguido en su actividad profesional en cualquier tipo de estudios, investigaciones, publicaciones o trabajos, o divulgación sobre temas relacionados con la ciudad de Madrid (España). A cambio deben emitir su opinión y evacuar las consultas sobre aquellos temas que el ayuntamiento de Madrid considere y les remita.
El despacho del Cuerpo de Cronistas de la Villa de Madrid ha estado situado históricamente en la Casa de la Panadería. Actualmente se ubica en el palacio de Cañete (calle Mayor, 69), compartiendo espacio con la biblioteca del Instituto de Estudios Madrileños.[cita requerida]

## Antiguos cronistas de la Villa de Madrid
Se puede considerar que los primeros cronistas de la Villa de Madrid, aunque no oficiales, fueron aquellos escritores que plasmaron la historia de Madrid en sus obras, tales como Juan López de Hoyos en el siglo XVI; Gil González Dávila, Jerónimo de la Quintana y Antonio de León Pinelo en el siglo XVII; Ramón de la Cruz Cano y Olmedilla en el siglo XVIII; y Ángel Fernández de los Ríos o José Amador de los Ríos Serrano en el siglo XIX.[cita requerida]

## Cronista Mayor y Oficial de la Villa de Madrid (1864-1923)

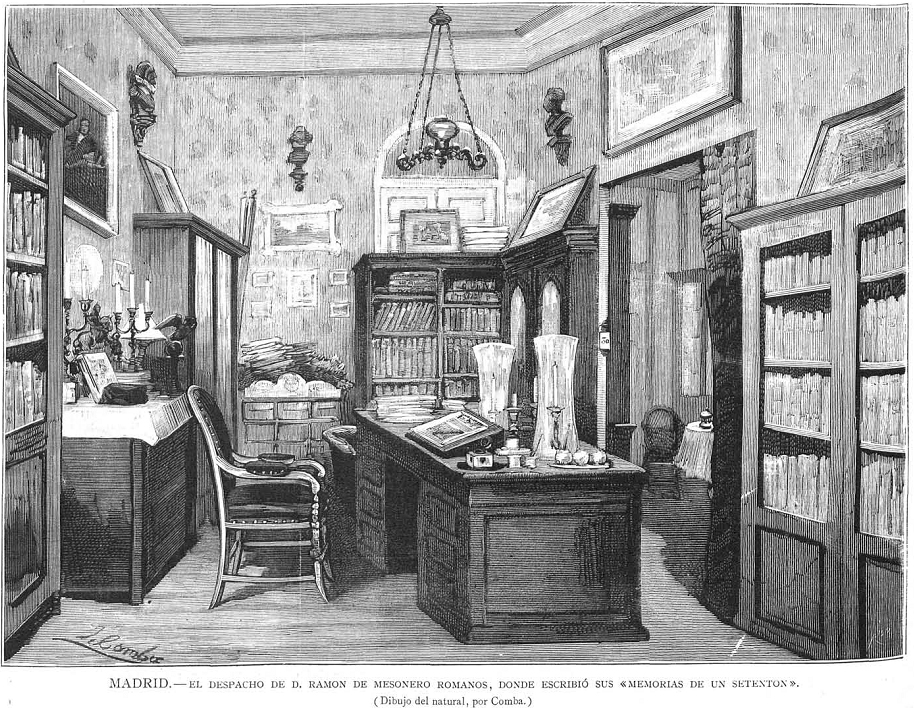
Despacho de Mesonero Romanos en Madrid, donde escribió Memorias de un setentón; dibujo de Juan Comba.

Es el 15 de julio de 1864 cuando se designa por primera vez un «Cronista Mayor y Oficial de la Villa», título con carácter vitalicio cuya concesión recayó en Ramón de Mesonero Romanos. A este le sucedió Julián Castellanos Velasco, y a este, Carlos Cambronero Martínez.[cita requerida]

## Listado de Cronistas Mayores y Oficiales (1864-1923)
| Fecha de nombramiento | Cronista Mayor y Oficial de la Villa | Periodo como cronista |
| --------------------- | ------------------------------------ | --------------------- |
| 15 de julio de 1864   | Ramón de Mesonero Romanos            | 1864-1882             |
| 1882                  | Julián Castellanos Velasco           | 1882-1889             |
| ¿?                    | Carlos Cambronero Martínez           | ¿?-1913               |

## Cuerpo de Cronistas Oficiales (desde 1923)

### Cuerpo de Cronistas Oficiales (1923-1998)
El Cuerpo de Cronistas Oficiales de la Villa se creó en 1923, cuando el ayuntamiento de Madrid nombró a Pedro de Répide y a Antonio Velasco Zazo. La primera reglamentación de los cronistas oficiales se aprobó en 1942, y estableció que este cargo de designación municipal sería vitalicio, de carácter puramente honorífico y gratuito sin contraprestación profesional alguna. A partir de ese momento, para el nombramiento de nuevos cronistas oficiales de la Villa se precisaba también el aval de los cronistas existentes. Las propuestas eran elevadas al pleno del ayuntamiento, que decidía sobre su nombramiento.[cita requerida]

### Estatuto del Cuerpo de Cronistas Oficiales (1998-2009)
El 30 de enero de 1998, se aprueba un nuevo «Estatuto del Cuerpo de Cronistas de la Villa de Madrid», que modificó el proceso de nombramiento para que cualquier institución pudiera proponer candidaturas, siendo el pleno del ayuntamiento el encargado de aceptarlas. Fijó también por primera vez el número de cronistas del cuerpo, que se establecía en un máximo de hasta doce miembros vivos y en un mínimo de seis, y el máximo de títulos a otorgar en cada mandato corporativo, que se fijó en tres por legislatura mientras existieran vacantes. Con dicho estatuto, a finales de 1998, y después de más de veinte años sin nombramiento de ningún cronista oficial, en 1999 fueron elegidos como Cronistas de la Villa José del Corral, Pedro Montoliú, Ángel del Río y Luis Prados de la Plaza.

### Reglamento del Cuerpo de Cronistas Oficiales (2009-2022)
El 26 de noviembre de 2009, el pleno del ayuntamiento de Madrid aprobó el vigente «Reglamento del Cuerpo de Cronistas de la Villa de Madrid», con la pretensión de adaptarse a la regulación a la estructura organizativa y competencial del ayuntamiento de Madrid (derivada del nuevo régimen jurídico de los municipios de gran población, especialmente la Ley 22/2006, de 4 de julio, de Capitalidad y de Régimen Especial de Madrid) y a las disposiciones legislativas en materia de paridad. Se modificaron tanto el número máximo de cronistas, según el cual su número no sería superior a quince ni inferior a seis, así como el máximo de nombramientos a otorgar en cada mandato corporativo, no pudiendo otorgarse más de cinco títulos por mandato. Asimismo se modificó el procedimiento de presentación de las candidaturas, ahora por cualquiera de los miembros de la Junta de Gobierno o de los grupos municipales. Se indicó también que el cuerpo de cronistas estuviera conformado solo por personas físicas, con la excepción de la concesión honorífica otorgada al Instituto de Estudios Madrileños que se hizo en su momento, y que no computa para el número máximo de cronistas que integran el cuerpo.[cita requerida]
En marzo de 2011 se producen los primeros nombramientos con el vigente reglamento, recayendo por primera vez, y simultáneamente, en tres mujeres, las periodistas Mayte Alcaraz y Ruth Toledano, y la historiadora Carmen Iglesias.[cita requerida] En 2013 es nombrado cronista de la Villa el historiador Feliciano Barrios Pintado y en 2019 el periodista Constantino Mediavilla.
El 29 de octubre de 2024, el Ayuntamiento de Madrid, en sesión plenaria, acordó, por unanimidad, nombrar Cronistas de la Villa a María Teresa Fernández Talaya, Rosalía Domínguez Díez, Alfredo Alvar y Sara Medialdea.

### Reglamento de distinciones honoríficas (2022-  )
El 29 de marzo de 2022 el Ayuntamiento aprobó el Reglamento de distinciones honoríficas, publicado en el Boletín de la Comunidad el 13 de abril de 2022   en el que aúna los títulos, honores y distinciones como los de Hijo/a predilecto/a, Hijo/a adoptivo/a, Alcalde/alcadesa honorario/a, Medalla de honor de la Ciudad de Madrid, Medalla de las Artes y las Letras de la Ciudad de Madrid, Embajador/a de Madrid y Cronista de la Villa. En él se reitera que el título de Cronista de la Villa, de carácter vitalicio, salvo revocación o renuncia, "se otorgará a aquellas personas físicas que se hayan distinguido en su actividad profesional, en cualquier tipo de estudios, investigaciones, publicaciones o trabajos en temas relacionados con la Villa de Madrid". El número de cronistas no podrá ser superior a quince ni inferior a seis. En reconocimiento a su especial vinculación con el municipio se mantiene como cargo nato en el Cuerpo de Cronistas al Instituto de Estudios Madrileños. Ese mismo año fallecieron los cronistas Enrique de Aguinaga, Luis Prados de la Plaza y Ángel del Río.

## Listado del Cuerpo de Cronistas Oficiales de la Villa de Madrid
| Fecha de nombramiento    | Cronista Oficial de la Villa                           | Periodo como cronista |
| ------------------------ | ------------------------------------------------------ | --------------------- |
| 1923                     | Pedro de Répide Gallegos                               | 1923-1947             |
| 1923                     | Antonio Velasco Zazo                                   | 1923-1960             |
| 1942                     | Francisco Bonmatí de Codecido                          | 1942-1965             |
| 9 de junio de 1943       | Aurelio de Colmenares y Orgaz, VII conde de Polentinos | 1943-1947             |
| 9 de junio de 1943       | Emilio Carrere Moreno                                  | 1943-1947             |
| 11 de noviembre de 1943  | Víctor Ruiz Albéniz                                    | 1943-1954             |
| 23 de diciembre de 1943  | Mariano Rodríguez de Rivas                             | 1943-1962             |
| 30 de julio de 1954      | Rafael Ortega Lissón                                   | 1954-1962             |
| 30 de julio de 1954      | Lorenzo López Sancho                                   | 1954-2001             |
| 31 de diciembre de 1954  | Enrique de Aguinaga López                              | 1954-2022             |
| 31 de diciembre de 1954  | Francisco Serrano Anguita                              | 1954-1968             |
| 18 de mayo de 1956       | Rafael López Izquierdo                                 | 1956-1989             |
| 25 de febrero de 1966    | Jaime Oliver Asín                                      | 1966-1980             |
| 25 de febrero de 1966    | Tomás Borrás Bermejo                                   | 1966-1976             |
| 25 de febrero de 1966    | Antonio Díaz-Cañabate                                  | 1966-1980             |
| 25 de febrero de 1966    | Federico Carlos Sáinz de Robles y Correa               | 1966-1983             |
| 25 de febrero de 1966    | Instituto de Estudios Madrileños                       | desde 1966            |
| 25 de septiembre de 1976 | Fernando Chueca Goitia                                 | 1976-2004             |
| 29 de septiembre de 1976 | Juan Hernández Sampelayo                               | 1976-1991             |
| 26 de febrero de 1999    | José del Corral Raya                                   | 1999-2011             |
| 26 de febrero de 1999    | Pedro Montoliú Camps                                   | desde 1999            |
| 26 de febrero de 1999    | Luis Prados de la Plaza                                | 1999-2022             |
| 26 de febrero de 1999    | Ángel del Río López                                    | 1999-2022             |
| 27 de septiembre de 2007 | Antonio Castro Jiménez                                 | desde 2007            |
| 28 de noviembre de 2008  | Andrés Ruiz Tarazona                                   | desde 2008            |
| 30 de marzo de 2011      | María Teresa Alcaraz Hernández                         | desde 2011            |
| 30 de marzo de 2011      | Ruth González Toledano                                 | desde 2011            |
| 30 de marzo de 2011      | Carmen Iglesias Cano                                   | desde 2011            |
| 27 de septiembre de 2013 | Feliciano Barrios Pintado 16                           | desde 2013            |
| 25 de septiembre de 2019 | Constantino Mediavilla Fernández 17                    | desde 2019            |
| 29 de 0ctubre de 2024    | María Teresa Fernández Talaya                          | Desde 2024            |
| 29 de octubre de 2024    | Rosalía Domínguez Díez                                 | Desde 2024            |
| 29 de octubre de 2024    | Sara Medialdea                                         | Desde 2024            |
| 29 de octubre de 2024    | Alfredo Alvar Ezquerra                                 | Desde 2024            |